# Breguet 470 T Fulgur
Dimensions
Le Breguet 460T, appelé également Breguet 470T ou Breguet 47 Fulgur, est un prototype d'avion de ligne français des années 1930. Le prototype fut testé par le pilote Michel Détroyat. Il pouvait transporter 12 passagers à 350 km/h sur 2 000 km.  Il est connu pour avoir participé à la course Paris-Saïgon-Paris en 1937 et avoir été contraint de déclarer forfait à cause d'une panne en Inde.